# جری هایدنریک
جری هایدنریک (به انگلیسی: Jerry Heidenreich)  (۴ فوریهٔ ۱۹۵۰ - ۱۸ آوریل ۲۰۰۲) شناگر اهل ایالات متحده آمریکا است.